# Regierung Erlander III

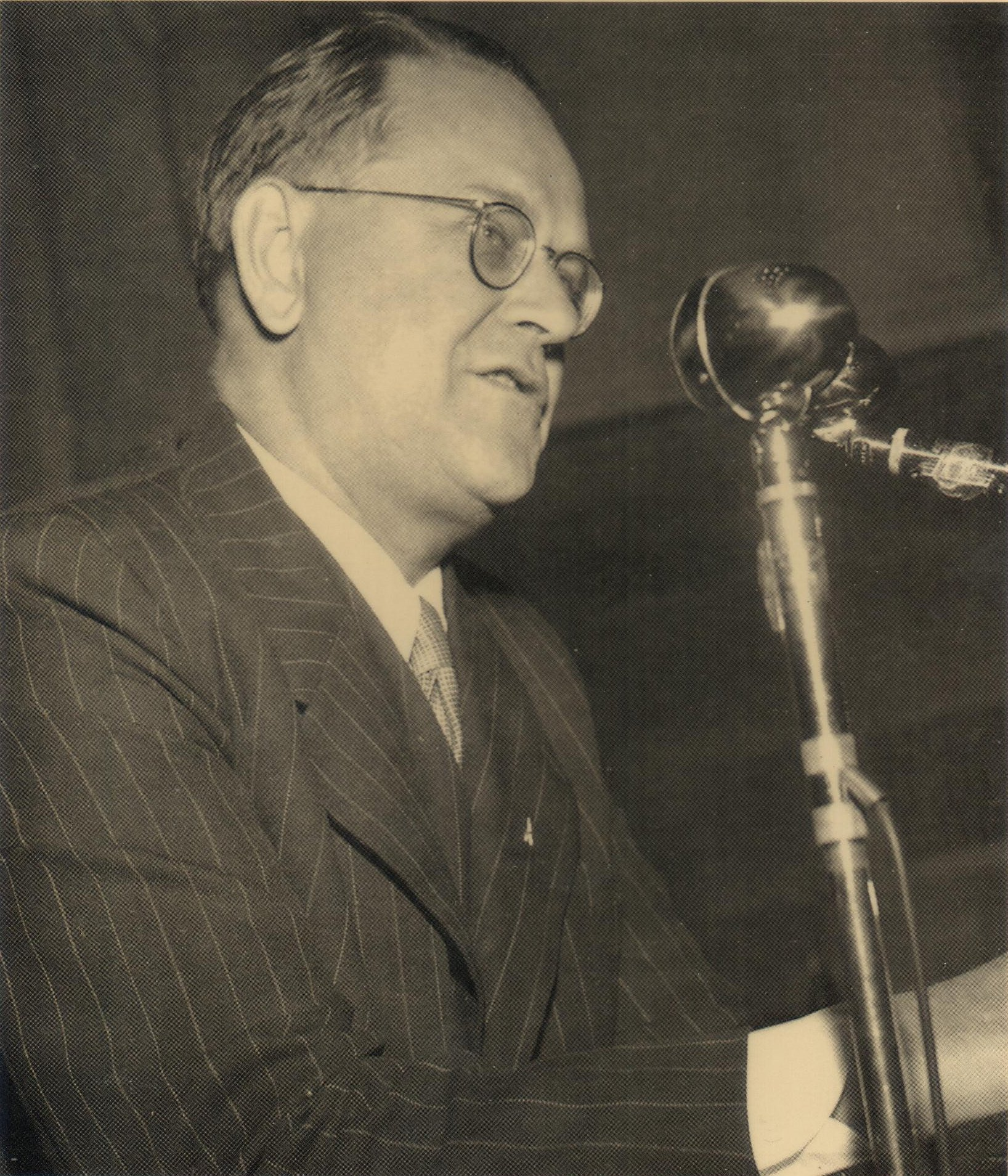
Tage Erlander (1952)

Die Regierung Erlander III wurde in Schweden am 31. Oktober 1957 durch Ministerpräsident Tage Erlander von der Schwedischen Sozialdemokratischen Arbeiterpartei SAP (Sveriges socialdemokratiska arbetareparti) gebildet und löste die Regierung Erlander II ab. Sie blieb bis zum 14. Oktober 1969 im Amt und wurde danach durch die Regierung Palme I abgelöst. Erlanders SAP gewann die Wahlen zum Schwedischen Reichstag am 1. Juni 1958, 18. September 1960, 20. September 1964 sowie 15. September 1968.

## Minister
Dem Kabinett gehörten folgende Minister an:
| Amt                                                  | Name                                                               | Partei | Beginn der Amtszeit                                                  | Ende der Amtszeit                                                    |
| ---------------------------------------------------- | ------------------------------------------------------------------ | ------ | -------------------------------------------------------------------- | -------------------------------------------------------------------- |
| Ministerpräsident                                    | Tage Erlander                                                      | SAP    | 31. Oktober 1957                                                     | 14. Oktober 1969                                                     |
| Außenminister                                        | Östen Undén Torsten Nilsson                                        | SAP    | 31. Oktober 1957 19. September 1962                                  | 19. September 1962 14. Oktober 1969                                  |
| Justizminister                                       | Ingvar Lindell Herman Kling                                        | SAP    | 31. Oktober 1957 1. Dezember 1959                                    | 1. Dezember 1959 14. Oktober 1969                                    |
| Verteidigungsminister                                | Sven Andersson                                                     | SAP    | 31. Oktober 1957                                                     | 14. Oktober 1969                                                     |
| Sozialminister                                       | Torsten Nilsson Sven Aspling                                       | SAP    | 31. Oktober 1957 19. September 1962                                  | 19. September 1962 14. Oktober 1969                                  |
| Verkehrsminister                                     | Gösta Skoglund Olof Palme Svante Lundkvist Bengt Norling           | SAP    | 31. Oktober 1957 25. November 1965 29. September 1967 1. Juli 1969   | 25. November 1965 29. September 1967 1. Juli 1969 14. Oktober 1969   |
| Finanzminister                                       | Gunnar Sträng                                                      | SAP    | 31. Oktober 1957                                                     | 14. Oktober 1969                                                     |
| Unterrichtsminister                                  | Ragnar Edenman Olof Palme                                          | SAP    | 31. Oktober 1957 29. September 1967                                  | 29. September 1967 14. Oktober 1969                                  |
| Landwirtschaftsminister                              | Gösta Netzén Eric Holmqvist Ingemund Bengtsson                     | SAP    | 31. Oktober 1957 24. November 1961 24. Januar 1969                   | 24. November 1961 24. Januar 1969 14. Oktober 1969                   |
| Handelsminister                                      | Gunnar Lange                                                       | SAP    | 31. Oktober 1957                                                     | 14. Oktober 1969                                                     |
| Innenminister                                        | Rune B. Johansson Eric Holmqvist                                   | SAP    | 31. Oktober 1957 24. Januar 1969                                     | 24. Januar 1969 14. Oktober 1969                                     |
| Zivilminister                                        | Sigurd Lindholm Hans Gustafsson Svante Lundkvist                   | SAP    | 31. Oktober 1957 15. September 1965 1. Juli 1969                     | 15. September 1965 1. Juli 1969 14. Oktober 1969                     |
| Industrieminister                                    | Krister Wickman                                                    | SAP    | 1. Januar 1969                                                       | 14. Oktober 1969                                                     |
| Minister ohne Geschäftsbereich beim Justizminister   | Herman Kling Carl Henrik Nordlander Rune Hermansson Lennart Geijer | SAP    | 31. Oktober 1957 1. Dezember 1959 25. November 1960 9. Dezember 1966 | 1. Dezember 1959 25. November 1960 9. Dezember 1966 14. Oktober 1969 |
| Minister ohne Geschäftsbereich                       | Björn Kjellin Sven af Geijerstam Olof Palme                        | SAP    | 31. Oktober 1957 1. September 1958 19. November 1963                 | 29. August 1958 18. November 1963 25. November 1965                  |
| Minister ohne Geschäftsbereich                       | Sven-Eric Nilsson                                                  | SAP    | 1. Mai 1964                                                          | 14. Oktober 1969                                                     |
| Minister ohne Geschäftsbereich                       | Ulla Lindström Alva Myrdal Camilla Odhnoff                         | SAP    | 31. Oktober 1957 30. Dezember 1966 9. Januar 1967                    | 28. Dezember 1966 14. Oktober 1969                                   |
| Minister ohne Geschäftsbereich beim Finanzminister   | Krister Wickman                                                    | SAP    | 28. Februar 1967                                                     | 1. Januar 1969                                                       |
| Minister ohne Geschäftsbereich                       | Svante Lundkvist                                                   | SAP    | 13. August 1965                                                      | 29. September 1967                                                   |
| Minister ohne Geschäftsbereich beim Bildungsminister | Sven Moberg                                                        | SAP    | 29. September 1967                                                   | 14. Oktober 1969                                                     |